# Ilattia leucostriga
Ilattia leucostriga là một loài bướm đêm trong họ Noctuidae.